# Marc Quinn
Pour les articles homonymes, voir Quinn.
Marc Quinn, né le 8 janvier 1964 à Londres (Royaume-Uni), est un artiste plasticien contemporain britannique dont le travail inclut la sculpture, l'installation et la peinture.
Quinn explore « ce qu'est l'être humain dans le monde d'aujourd'hui » à travers des sujets tels que le corps, la génétique, l'identité, l'environnement et les médias. Il utilise dans son travail des matériaux très divers comme du sang, du pain et des fleurs ainsi que le marbre et l'acier inoxydable. Quinn a fait l'objet d'expositions personnelles au musée Sir John Soane, à la Tate, à la National Portrait Gallery, à la fondation Beyeler, à la Fondazione Prada et à la South London Gallery.
L'artiste a été un membre notable du mouvement des jeunes artistes britanniques (Young British Artists), avec notamment Sarah Lucas et Damien Hirst.
Quinn est une célébrité internationale qui a été commissionné pour la première édition du quatrième socle de Trafalgar Square en 2004, pour laquelle il a exposé Alison Lapper Pregnant.
Quinn est principalement connu pour Self (1991-présent), une série d'auto-portraits congelés réalisés avec son propre sang, et qui a fait l'objet d'une rétrospective à la fondation Beyeler en 2009.
Quinn vit et travaille à Londres.

## Biographie

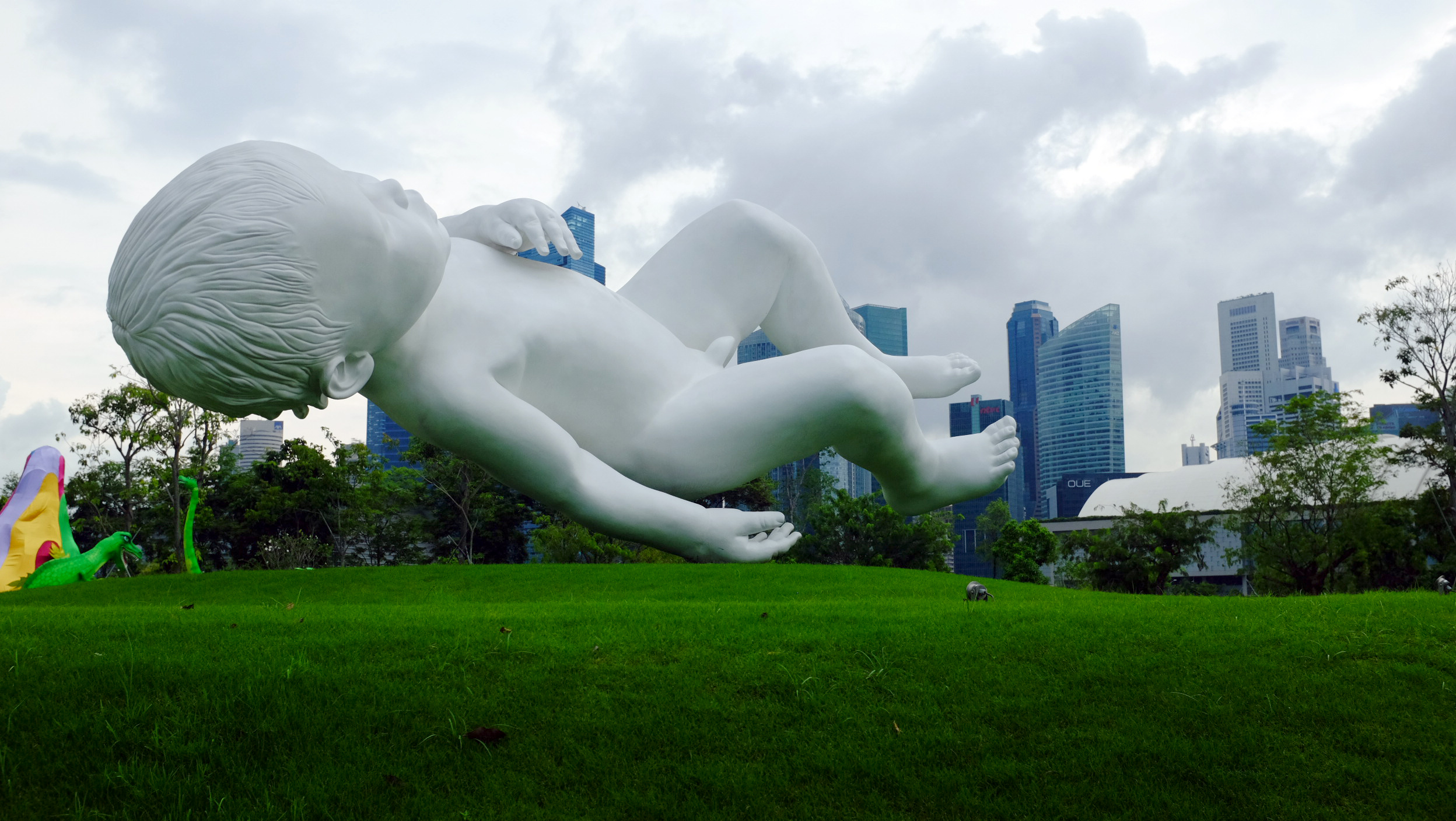
Planet de Marc Quinn, à Singapour.

Quinn naît à Londres en 1964 d'une mère française et d'un père britannique. Il passe ses premières années à Paris, où son père est un physicien travaillant au BIPM (Bureau international des poids et mesures). Quinn se souvient d'une fascination précoce pour les instruments scientifiques du laboratoire de son père, notamment les horloges atomiques. Il a étudié l'histoire et l'histoire de l'art au Robinson College de Cambridge.
Au début des années 1990, Quinn est le premier artiste à être représenté par le galeriste Jay Jopling. L'artiste a tenu sa première exposition avec Jopling en 1991, exposant Self (1991), un autoportrait glacé composé de neuf pintes de son sang. En 1993, Jay Jopling fonde White Cube au 44 Duke Street, à Londres. En plus de Quinn, White Cube expose Lucian Freud, Gilbert et George, Antony Gormley, Mona Hatoum, Damien Hirst, Gary Hume, Runa Islam, Jake et Dinos Chapman, Tracey Emin, Harland Miller, Sam Taylor-Wood, Gavin Turk et Cerith Wyn Evans.
Au cours des années 1990, Quinn et plusieurs de ses pairs ont été identifiés pour leur approche radicale de la création et de l'expérience de l'art. En 1992, l'écrivain Michael Corris dans Artforum dénomme le groupe les « Young British Artists » (jeunes artistes britanniques). Ce groupe comprenait notamment Cornelia Parker, Sarah Lucas, Damien Hirst, Rachel Whiteread et Tracey Emin.
En 1995, Quinn a eu une exposition personnelle à la Tate Britain, où de nouvelles sculptures ont été présentées dans le cadre de la série Art Now. En 1997, le travail de Quinn, Self (1991), a été exposé à la Royal Academy de Londres pour l'exposition Sensation. Quinn's Self, ainsi que des œuvres de Sarah Lucas et Damien Hirst, se distinguaient déjà parmi le public britannique. L'exposition a attiré l'attention des médias et a attiré un nombre record de visiteurs pour une exposition d'art contemporain. L'exposition s'est ensuite tenue à la Hamburger Bahnhof de Berlin et au Brooklyn Museum de New York.
L'artiste a été invité à présenter une exposition personnelle à la Fondazione Prada de Milan, en 2000, où il a présenté une nouvelle et ambitieuse œuvre Garden. En 2002, il a eu une exposition personnelle à la Tate Liverpool qui comprenait de nouvelles œuvres et de nouvelles photographies. En 2001, la National Portrait Gallery a offert à Quinn une exposition personnelle pour son portrait génomique de Sir John Sulston.
En 2004, Quinn a reçu la toute première commande pour le Fourth Plinth à Trafalgar Square à Londres, pour laquelle il a réalisé une sculpture en marbre d'Alison Lapper, une artiste enceinte handicapée.
En 2006, le Museo di arte contemporanea di Roma (MACRO) a présenté les œuvres de Marc Quinn dans une exposition solo consacrée à sa récente sculpture figurative. En 2009, la Fondation Beyeler a présenté une exposition solo de la série toujours en cours (en 2019) Self de Marc Quinn , comprenant toutes les sculptures de 1991 à 2006.
En 2012, Quinn a été chargé de produire une œuvre monumentale pour la cérémonie d'ouverture des Jeux paralympiques aux Jeux olympiques de Londres 2012, pour laquelle il a réalisé Breath, une sculpture monumentale d'Alison Lapper gonflée par des pompes à air.
En 2013, Quinn présente une exposition personnelle à l'occasion de la 55e Biennale de l'art de Venise à la Fondazione Giorgio Cini de Venise, organisée par Germano Celant
La première monographie de Quinn, Memory Box, de Germano Celant a été publiée en 2013. Un documentaire long métrage sur la vie et l'œuvre de Quinn, Making Waves, a été publié en 2014, produit et réalisé par Gerry Fox. La Somerset House de Londres a présenté une exposition personnelle de Quinn en 2015, consacrée aux sculptures récentes.
En 2017, Marc Quinn organisé une grande exposition au Sir John Soane's Museum à Londres. L'exposition était la première d'une nouvelle série de collaborations avec des artistes, des designers et des architectes contemporains, qui, inspirés par l'esprit de Sir John Soane, cherchaient à donner vie à la collection de manière innovante.

## Œuvre
Les premiers travaux de Quinn concernaient les questions de corporalité, de dégradation et de préservation. Il a expérimenté des matériaux organiques et dégradables, notamment du pain, du sang, du plomb, des fleurs et des sculptures et installations produisant de l'ADN, notamment Bread Sculptures (1988), Self (1991), Emotional Detox (1995), Garden (2000) et DNA DNA of John. Sulston (2001). Dans les années 2000, il a commencé à s'intéresser à l'utilisation du marbre, du bronze et du béton. L'artiste a exploré le corps et ses extrêmes à travers le prisme de matériaux classiques et urbains ; Les œuvres comprenaient The Complete Marbles (1999 - 2005), Alison Lapper Pregnan (2004), Evolution (2005 - 2009) et Planet (2008). Depuis 2010, il travaille avec les métaux, y compris l'acier inoxydable, l'aluminium, les graffitis, les détritus de bord de mer, les tapisseries et les peintures, comme le montrent The History Paintings (2009 – présent) et The Toxic Sublime (2014 – présent).

## Premières œuvres: 1991 - 2000

### Self, 1991 - présent
La première œuvre de Marc Quinn à acquérir une renommée internationale est Self, qui a été exposée en 1991, à l'âge de 27 ans. Self (1991) est un autoportrait formé par une coulée congelée de dix pintes du sang de l'artiste. C'est un work in progress ou travail toujours en cours (en 2019), où l'artiste se présente tous les cinq ans à travers une nouvelle distribution avec du sang neuf. Les œuvres d'art sont placées dans des boîtes congélateurs. Cela met en évidence la nature des travaux qui est la dépendance.
Self (2006) appartient à la National Portrait Gallery, Londres.

### Emotional Detox, 1995
En 1995, Quinn cesse de boire. Emotional Detox, une série de sept sculptures en plomb et moulées à partir du corps de l'artiste sont créées à cette époque. Inspiré par l'iconographie traditionnelle des sept péchés capitaux, le corps de Quinn est déchiré et reconfiguré dans chaque sculpture, reflétant la désintoxication comme une bataille physique et psychologique.
Emotional Detox est exposé à la Tate Britain à Londres en 1995, au Groninger Museum aux Pays-Bas en 2000, et au Stedelijk Museum à Amsterdam en 2015.

### Jardin(2000)

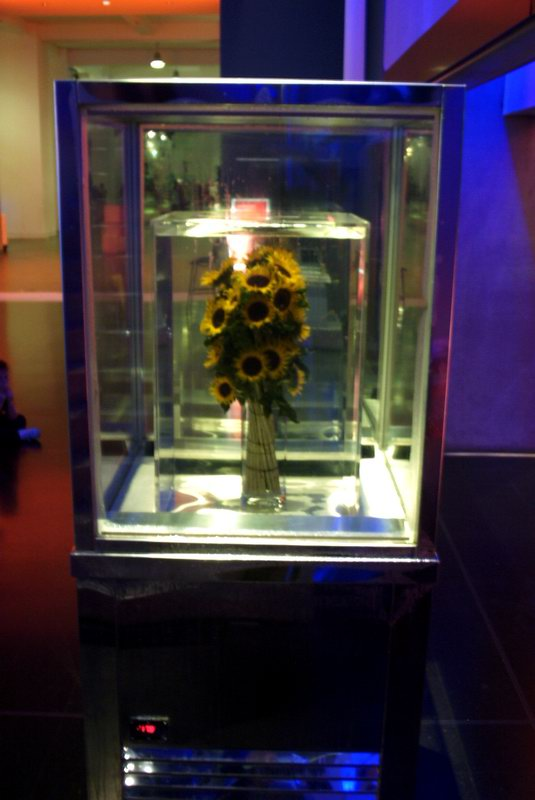
'Eternal Spring - Sunflowers II', tournesols conservés au frais dans de l'huile de silicone liquide.

En 2000, à la Fondazione Prada, à Milan, il présente une exposition personnelle consacrée à ses œuvres les plus ambitieuses, portant sur la matière organique. Garden est une sculpture de 12 mètres de long et de trois mètres de haut dans laquelle des milliers de fleurs sont gelées dans du silicium (appartenant maintenant à la collection de la Fondazione Prada). Les fleurs de la sculpture ne peuvent jamais fleurir à la même époque de l'année ou dans les mêmes parties du monde.

## Travaux notables: 2000 - 2010

### Portrait de John E. Sulston(2001)
Son portrait de John E. Sulston, lauréat du prix Nobel en 2002 pour le séquençage du génome humain dans le cadre du projet du génome humain trouve dans la National Portrait Gallery. Il s'agit d'une bactérie contenant l'ADN de Sulston en gelée d'agar. « Le portrait a été réalisé selon nos méthodes standard de clonage d'ADN », écrit Sulston. « Mon ADN a été divisé au hasard en segments et traité de manière à pouvoir être répliqué dans une bactérie. Les bactéries contenant les segments d'ADN ont été réparties sur de la gelée d'agar dans la plaque que vous voyez dans le portrait. »

### Alison Lapper, Le quatrième socle(2005-2007)
Quinn a réalisé une série de sculptures en marbre représentant des personnes nées avec des membres disparus ou amputées. Cela a culminé dans sa statue en marbre de 15 tonnes représentant Alison Lapper, une artiste née sans bras et avec des jambes très courtes, qui a été exposée sur le quatrième socle de Trafalgar Square, à Londres, de septembre 2005 à octobre 2007. Le socle est utilisé pour des expositions rotatives de sculptures.) Dans Disability Studies Quarterly, Ann Millett écrit : « Le travail a été vivement critiqué pour avoir capitalisé la valeur choquante de l'invalidité, ainsi que pour ses valeurs sociales progressives. Alison Lapper Pregnant et la controverse qui l'entoure met en avant les questions relatives au handicap à la pointe des débats actuels dans l'art contemporain ».
Une grande reproduction de la sculpture a été utilisée comme élément central de la cérémonie d'ouverture des Jeux paralympiques d'été de 2012,.

### Sirène(2008)

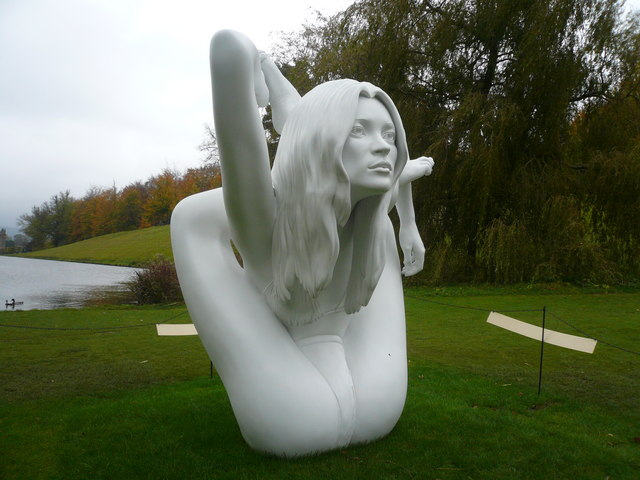
Mythe (Sphinx), Chatsworth House.

Depuis 2006, Marc Quinn a réalisé de nombreuses études sur le mannequin Kate Moss. En avril 2006, Sphinx, une sculpture de Kate Moss de Quinn a été dévoilée. La sculpture montre Moss dans une position de yoga avec ses chevilles et ses bras derrière ses oreilles. Cette œuvre a abouti à une exposition à la Galerie Mary Boone à New York en mai 2007. La sculpture est exposée en permanence à Folketeatret à Oslo, en Norvège.
En août 2008, Quinn a dévoilé une autre sculpture de Kate Moss en or massif 18 carats, intitulée Siren, exposée au British Museum de Londres. La sculpture grandeur nature a été présentée comme « la plus grande statue en or depuis l'Égypte ancienne ».

## Travaux notables: 2010 - présent

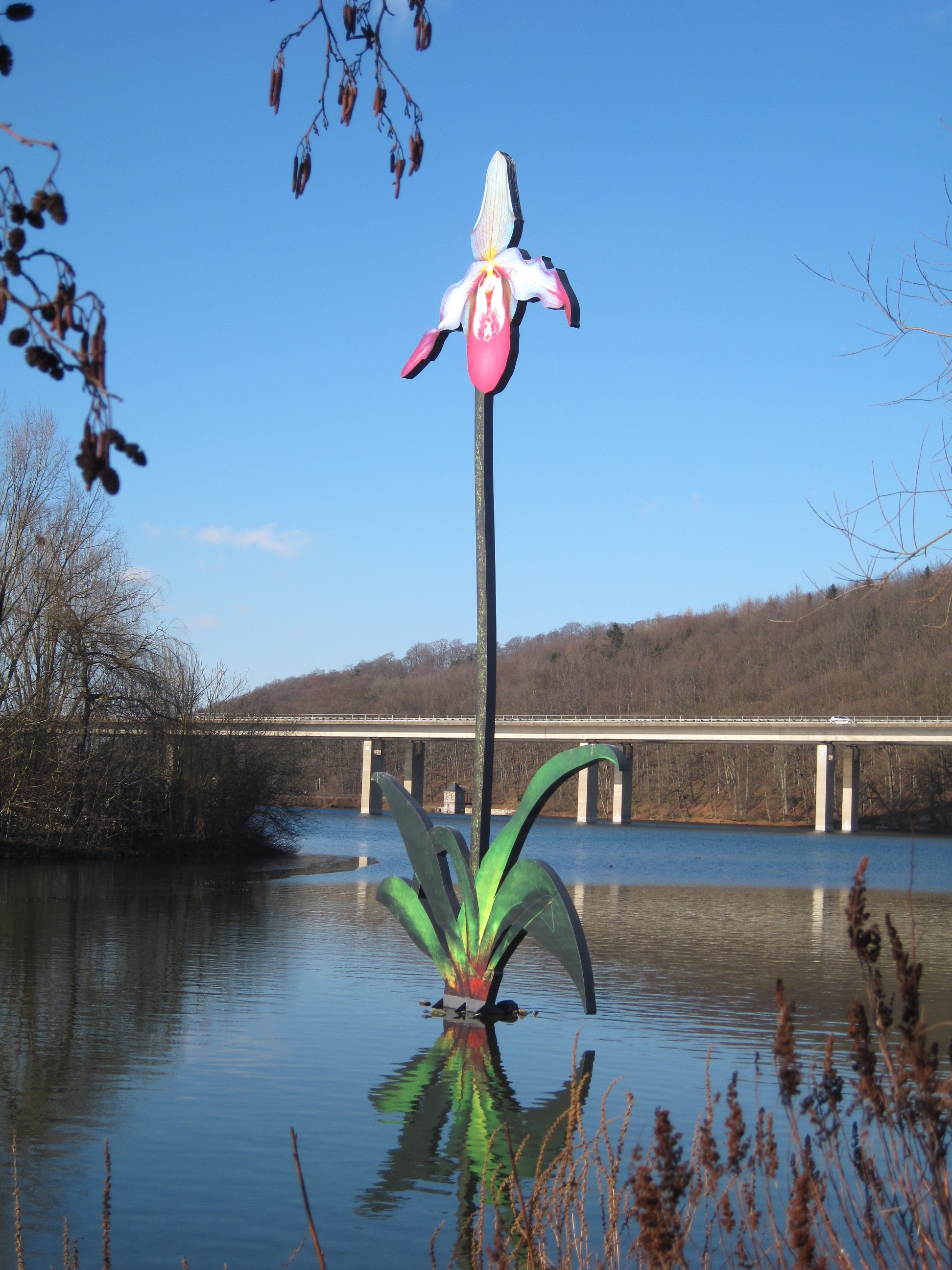
Une sculpture en orchidée de Marc Quinn sur le Seilersee à Iserlohn.

En mai 2010, Quinn a dévoilé une série de nouvelles sculptures à la galerie White Cube de Londres, notamment The Ecstatic Autogenesis de Pamela, basée sur l'actrice Pamela Anderson et Chelsea Charms, basée sur le modèle pornographique Chelsea Charms.
Les nouveaux modèles de Quinn incluent « Catman » Dennis Avner (qui a été tatoué pour ressembler à un chat) et des personnes trans telles que Thomas Beatie, Buck Angel et Allanah Starr. La sculpture Buck and Allanah représente les deux personnalités nues, la main dans la main, dans une pose rappelant celle d'Adam et Eve. La sculpture de Thomas Beatie le représente pendant une grossesse à terme, inclinant la tête et berçant son abdomen à deux mains.
L'exposition comprenait également une nouvelle série de peintures de fleurs exécutées en couleurs inversées et deux grandes sculptures d'orchidées en bronze peint en blanc, installées à Hoxton Square, en face de la galerie.

### The Toxic Sublime(2015)
En 2015, Marc Quinn inaugure une exposition sur son nouveau travail à White Cube Bermondsey, intitulée The Toxic Sublime. Il présente de nouveaux travaux explorant l'impact écologique de l'homme sur la nature. Les Toxic Sublimes sont des paysages marins tridimensionnels déformés. À côté de ces peintures, une nouvelle série de sculptures en acier inoxydable, dont une de 7,5 mètres de long, fait partie d'un ensemble intitulé Frozen Waves. Les sculptures proviennent du cœur des coquillages, érodées par l'action infinie des vagues.

### All About Love(2016-2017)
En 2017, une exposition solo est présentée à Quinn au musée Sir John Soane à Londres. La série All About Love est une exposition de douze sculptures, représentant la sculpture de l'amour à travers l'expression de sculptures fragmentées classiques. Créées en collaboration avec son partenaire d'alors, les sculptures représentant les deux personnes s'embrassant sont des œuvres faisant écho à des sculptures de nombreuses périodes, de la Renaissance à Auguste Rodin.

### A Surge of Power (Jen Reid) 2020(2020)
Lors des protestations consécutives à la mort de George Floyd, la statue du marchand d'esclaves Edward Colston est renversée et jetée dans un canal à Bristol (Angleterre, Royaume-Uni) par des manifestants antiracistes, le 7 juin 2020. Après cela, une manifestante, Jen Reid, est prise en photo sur le socle, le poing levé. La statue sera ensuite repêchée mais pas réinstallée. Le 15 juillet suivant, Marc Quinn installe, sans l'autorisation de la ville, A Surge of Power (Jen Reid) 2020 (en) sur le socle laissé vide, souvent simplement désignée comme A Surge of Power (« Une montée en puissance »). Il s'agit d'une sculpture en acier noir représentant Reid dans la pose de la photo. « Jen avait déjà créé la statue lorsqu'elle s'est tenue sur le socle et a levé son bras en l'air. Nous l'avons cristallisée », a expliqué Quinn. L’œuvre est retirée par le conseil municipal le lendemain — après que Reid ait pu venir l'admirer — et transférée dans un musée.

## Collections
Quinn est représenté dans plusieurs musées à travers le monde, dont la Tate Modern et la National Portrait Gallery à Londres, le Musée national d'Art moderne à Paris, le Stedelijk Museum à Amsterdam, le Musée d'Art contemporain Astrup-Fearnley à Oslo, le Berardo Collection Museum à Lisbonne, le Musée d'art contemporain de Montréal et, à New York, le Musée d'art moderne et le  Metropolitan Museum of Art,.

## Ventes aux enchères caritatives
Marc Quinn a participé à de nombreuses ventes aux enchères caritatives depuis 2010. Une de ses photographies a été offerte à Crisis, une organisation caritative britannique œuvrant pour les sans-abri, en collaboration avec Vogue, et vendue aux enchères chez Christie's en 2010. En 2013, Quinn a fait don de son œuvre We Share Our Chemistry with the Stars XX200 à la Mimi Foundation qui a organisé une vente aux enchères caritative chez Sotheby's pour soutenir sa lutte contre le cancer. Quinn a fait don de The Eye of History pour la vente aux enchères caritative organisée pour Peace One Day (en) chez Bonhams par Jake Chapman, en 2014 et 2015.

## Crédit d'auteurs
- (en) Cet article est partiellement ou en totalité issu de l’article de Wikipédia en anglais intitulé « Marc Quinn » (voir la liste des auteurs).